# Deutschlandlied
Das Lied der Deutschen (em português, "A canção dos alemães") ou Deutschlandlied ("Canção da Alemanha") é uma canção que se tornou o hino nacional da Alemanha.

## História
A letra de Deutschlandlied foi escrita em 1841, pelo professor August Heinrich Hoffmann von Fallersleben, sobre a melodia do Quarteto do Imperador (Quarteto de Cordas em dó, Op. 76,3), composto por Joseph Haydn em 1797. Fallersleben era republicano e um fervoroso partidário da unificação alemã, características que o tornavam politicamente subversivo num país fragmentado em mais de 20 pequenas monarquias e cidades-estados. Perseguido por suas ideias e atividades políticas, refugiara-se na ilha de Heligolândia, no Mar do Norte, onde o poema foi escrito. Mesmo após a unificação da Alemanha, a composição de Fallersleben foi ignorada, e, durante muito tempo, o Segundo Reich (1871-1918) nem sequer tinha um hino nacional oficial. Mas Deutschlandlied acabou por se tornar, informalmente, o hino nacional, constituindo-se, naquele momento, como a melhor expressão do sentimento patriótico dos alemães.
Em 1918, terminada a Primeira Guerra Mundial, o Império Alemão também chega ao fim, sendo sucedido pela República de Weimar, cujo primeiro Presidente, Friedrich Ebert, decide elevar, formalmente, a Deutschlandlied à condição de hino nacional, em 1922.
Durante o Terceiro Reich (1933-1945), a primeira estrofe da letra da canção ("Deutschland über alles…") era usada como hino nacional, sempre seguida de Horst-Wessel-Lied — o hino do Partido Nazista Alemão (NSDAP), que nos dias de hoje é proibido na Alemanha.
Após o fim da Segunda Guerra e a partilha da Alemanha entre os Aliados (1949), a República Democrática Alemã (RDA, a Alemanha Oriental) adotou "Auferstanden aus Ruinen" ('Reerguidos das ruínas') como hino nacional, enquanto a República Federal da Alemanha (RFA, a Alemanha Ocidental) não teve, de imediato, um hino nacional.
Finalmente, em 1952, Deutschlandlied foi reconhecida como hino nacional da Alemanha Ocidental. Numa troca de correspondência entre o primeiro Presidente Federal, Theodor Heuss, e o Chanceler Federal, Konrad Adenauer, estabeleceu-se que "em solenidades oficiais, cantar-se-á a terceira estrofe." A primeira estrofe deveria ser evitada, por conter os versos "Deutschland, Deutschland über alles, Über alles in der Welt" ('Alemanha, Alemanha acima de tudo/ Acima de tudo no mundo'), o que poderia remeter à crença na superioridade germânica — algo imperdoável, em pleno período de desnazificação.
A correspondência trocada no período de 19 e 23 de agosto de 1991, entre o Chanceler Helmut Kohl e o Presidente da RFA, Richard von Weizsäcker, confirma a tradição de Das Lied der Deutschen como exortação à unidade alemã: «Todas as estrofes da canção formam um todo, que é um documento da história alemã (…). A terceira estrofe da "Canção dos Alemães", escrita por Hoffmann von Fallersleben com a melodia de Joseph Haydn, é o Hino Nacional do Povo Alemão.»